# Tinkoff
Tinkoff Тинькофф (UCIUCI: TNK) — колишня данська професійна команда велогонщиків, спортсмени якої брали участь у Світовому турі UCI. Команда належала росіянину Олегу Тінькову, а з 1999 по березень 2015 року нею керував колишній переможець Тур де Франс Б'ярне Рііс. Спонсором команди виступив російський «Тинькофф Банк».
Заснована в 1998 році як home-Jack & Jones, команда починала у другому дивізіоні велоспорту. У 2000 році команда перейшла у вищий дивізіон, тепер відомий як UCI World Tour. З 2000 року під різними іменами спонсорів (Memory Card–Jack & Jones і CSC–Tiscali) команда брала участь у Тур де Франс. Спортсмени вигравали загальну класифікацію в усіх трьох Гранд-турах. У Тур де Франс 2008 року Карлос Састре виграв загальну класифікацію, Енді Шлек виграв класифікацію молодих гонщиків, команда виграла загальну командну класифікацію, а Іван Бассо виграв Джиро д'Італія 2006, а також фінішував третім і другим у Тур де Франс 2004 і 2005 років. Крім того, команда виграла багато великих турнірів, включаючи 6 Monuments.
Команда вигравала командну класифікацію UCI ProTour щороку з 2005 по 2007 рік, а також командну класифікацію у світовому рейтингу UCI 2010 року.
У березні 2015 року підтверджено, що з Ріісом розірвали контракт через розбіжності між Ріісом і власником Тиньковим. ЗМІ спочатку повідомляли, що Рііса відсторонено, оскільки він не з'явився на матчі Мілан — Сан-Ремо 2015, як планувалося, і що це сталося через невтішний початок сезону для команди. Про його відхід з команди офіційно оголосили 29 березня.

## Філософія
Коли Б'ярне Рііс прийшов на посаду взимку 2000 року, він найняв колишнього військовослужбовця Корпусу рейнджерів Данії Б. С. Крістіансена радником. Саме вони й заклали CSC чітку філософію та методи навчання. Команда працює поєднуючи чотири цінності: спілкування, лояльність, відданість і повага, з метою покращення спільної командної роботи. Гравці команди їздять за гонщиком у найкращій формі в цей день, ррозділяючи функції капітана команди (гонщик, який приймає рішення) і лідер команди (гонщик, який намагається перемогти), щоб уникнути тиску на одного гонщика.
Персонал команди щороку тренується під час навчальних поїздок на свіжому повітрі зі збільшеними фізичними випробуваннями. За словами Б. С. Крістіансена, у таких таборах вчать людей, «що вони можуть досягати своїх цілей за співпраці. Їм доводиться робити все можливе за найгірших можливих обставин, коли кожна дія має наслідки». Боббі Джуліч, один із гонщиків, сказав, що «ті дні під час тренувань ще більше об'єднали нас і дали нам [sic] стратегії працювати як команда в будь-якій гоночній ситуації».

## Історія
Компанію, що фінансує команду, яка спочатку називалася Professional Cycling Denmark, створили восени 1996 року колишній чемпіон світу з велоспорту серед аматорів Алекс Педерсен, Фінн Поульсен (представляє Bestseller), Торбен Кьолбек і Йоганнес Поульсен (з Herning CK), а також Б'ярне Рііс (на той час Райдер команди Telekom). Команда була створена на основі командної ліцензії данської аматорської команди Herning CK зі штаб-квартирою в Гернінгу, Данія, для участі в Тур де Франс 2000 року.

### home a/s— Jack & Jones: 1998—1999
Команда була зібрана на 1998 рік зі спортивними директорами Алексом Педерсеном і Торбеном Колбеком. Команда стартувала з 11 гонщиків. Крім професіоналів-початківців до неї увійшли данські ветерани Браян Голм та Джеспер Скіббі, які кілька разів брали участь у Тур де Франс, а Скіббі виграв 5-й етап у 1993 році. Основними спонсорами були данське агентство нерухомості (home a/s) та виробник одягу (Jack &amp; Jones, бренд, що належить Bestseller), а бюджет на 1998 рік становив близько 1 000 000 євро, включаючи субвенції від додаткових спонсорів. Команда провела свій перший сезон у гонках 2-го дивізіону, і протягом першого місяця і Крістіан Андерсен, і Джеспер Скіббі мали незначні перемоги. Голм покинув команду в квітні 1998 року.
Допінговий скандал у Тур де Франс 1998 року не торкнувся команди безпосередньо, але Рііса, який був учасником пелотону Тур де Франс, на початку 1999 року в данських ЗМІ назвали допінг-шахраєм. Він продав свої акції в Professional Cycling Denmark.
Команда фінішувала на 32-му місці в 1998 році, і зі збільшеним бюджетом у 2 400 000 євро кількість гонщиків зросла до 14, причому були залечені гонщики вищого рівня. З точки зору виграних гонок, 1999 рік був найуспішнішим сезоном до 2005 року: з 26 перемогами UCI команда перейшла до 1-го дивізіону. У вересні 1999 року бельгійський гонщик Марк Штріл в результаті зданого тесту одержав підтвердження про вживання допінгу, адже рівень гематокриту (53,4) перевищив допустимий рівень 50 % вживання еритропотеину (EPO). Через порушення його звільнили. Гоум припинив спонсорувати команду наппикінці сезону, посилаючись на вживання спортсменами допінгу.

### Memory Card A/S— Jack & Jones: 2000
У 2000 році компанія Memory Card A/S, данський виробник карток пам'яті, виступила співспонсором, а капітаном став данський велосипедист Бо Гамбургер. У сезоні 2000 року не було так багато перемог, як у 1999 році, але команда взяла участь у Тур де Франс 2000 року.
У квітні 2000 року Ніколай Бо Ларсен в результаті зданого тесту одержав рівень гематокриту 51 %. Утім його не був звільнений, оскільки напередодні зданий тест мав рівнем 47 %. Наступного ранку після результату 51 він знову одержав показник з 47 %. Однак очевидні подвійні стандарти зашкодили іміджу команди в Данії, і Jack & Jones не продовжив спонсорство, незважаючи на те, що Бо Ларсен пізніше був виправданий у вживанні допінгу згідно з медичним висновком.
Восени 2000 року Рііс перейшов менеджером до професійного велоспорту Данії та очолив цю команду. Після 2000 року контракт з Jack & Jones закінчився, і Рііс не продовжив співпрацю з Memory Card через їхні фінансові труднощі.

### CSC–Tiscali: 2001—2002
CSC (Computer Sciences Corporation) і європейський Інтернет-провайдер World Online у 2001 році взяли на себе роль спонсорів у сумі 4 500 000 євро. World Online був куплений італійським телекомунікаційним гігантом Tiscali, а 1 липня 2001 року команда змінила назву на CSC-Tiscali.
У квітні 2001 року Бо Гамбургер під час тестування одержав позитивний результат вживання допінгу за допомогою нещодавно розробленого методу, який відрізняв природний EPO від синтетичного EPO, що використовується для допінгу, шляхом визначення процентного вмісту основ EPO. Перший тест показав рівень 82,3, що було вище максимуму 80, встановленого UCI, але оскільки його вторинні тести показали як 82,4, так і 78,6, він був звинувачений у вживання допінгу Спортивним арбітражним судом (CAS) у 2002 році. З Бо Гамбургером розірвали контракт з CSC-Tiscali у вересні 2001 року.
Команда здлобула міжнародну популярність після підписання контракту з Лораном Жалабером до 2001 року, після його багаторічних виступів у іспанській команді ONCE Маноло Саіса. Жалабер сказав, що «я хотів завершити кар'єру у французькій команді, але ніхто не дав мені гарної пропозиції, тому я пішов до CSC». У той час CSC спонсорував французький виробник велосипедів Look, який пов'язаний з Jalabert. Команда також підписала контракт з американцем Тайлером Гамільтоном, колишнім працівником US Postal. Сезон 2001 року став проривом з перемогою Джалабера на змаганнях «Король гір» та етапом у День взяття Бастилії на Тур де Франс. Сезон завершився перемогою Халаберта на Класіці Сан-Себастьяна 2001 року.
У 2002 році Гемілтон посів друге місце на Джиро д'Італія, незважаючи на зламану лопатку. Гравці команда також ледь не виграла командну гонку на час на Тур де Франс у 2002 році, яку зірвало спущене колесо. Галаберт знову виграв на велогонці Королі гір і повторив свою перемогу на Класіці Сан-Себастьяна. Після закінчення сезону він завершив кар'єру.

### Команда CSC: 2003—2008

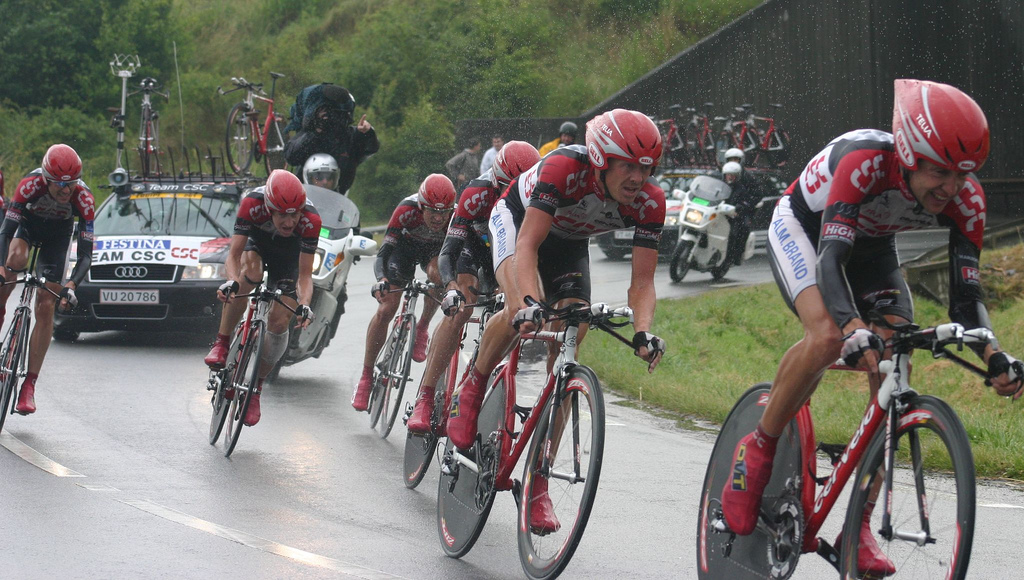
Команда CSC на Тур де Франс 2004 року

У 2003 році Рііс змінив Professional Cycling Denmark на Riis Cycling. Tiscali припинив спонсорство, і Riis Cycling не змогла знайти нового співспонсора, тому команда змінила свою назву із CSC-Tiscali на Team CSC і продовжила виступи у 2003 році зі скороченим бюджетом. Штаб-квартира переїхала з Гернінга до штаб-квартири одного із спонсорів, данської страхової компанії Alm. Brand у Люнгбі, передмісті Копенгагена.
Гемілтон став лідером команди в 2003 році, щоб виграти Тур де Франс. Він виграв велогонку Льєж–Бастонь–Льєж, хоч і зламав ключицю під час удару на першому етапі Туру та втратив багато часу. Утім вдалося компенсувати відставання, виграшом етапу та фінішуваня четвертим, тоді як його товариші по команді Карлос Састре та Якоб Пійл також виграли етапи.
У 2004 році Гемілтон перейшов до швейцарської команди Phonak, посилаючись на відсутність підтримки з боку Рііса.  Команда залучила Івана Бассо з Фасса Бортоло, щоб приєднатися до Карлоса Састре в боротьбі за перемоги у Гранд-турі. Бассо був колишнім переможцем Майо Блан у 2002 році. У 2004 році команда CSC провела успішний виступ на Тур де Франс, коли Бассо виграв гірський етап і піднявся на подіум у Парижі, посівши третє місце. Зусилля Б'ярне Рііса та команди CSC у Турі 2004 року були втілені у фільм про велоспорт «Подолання».

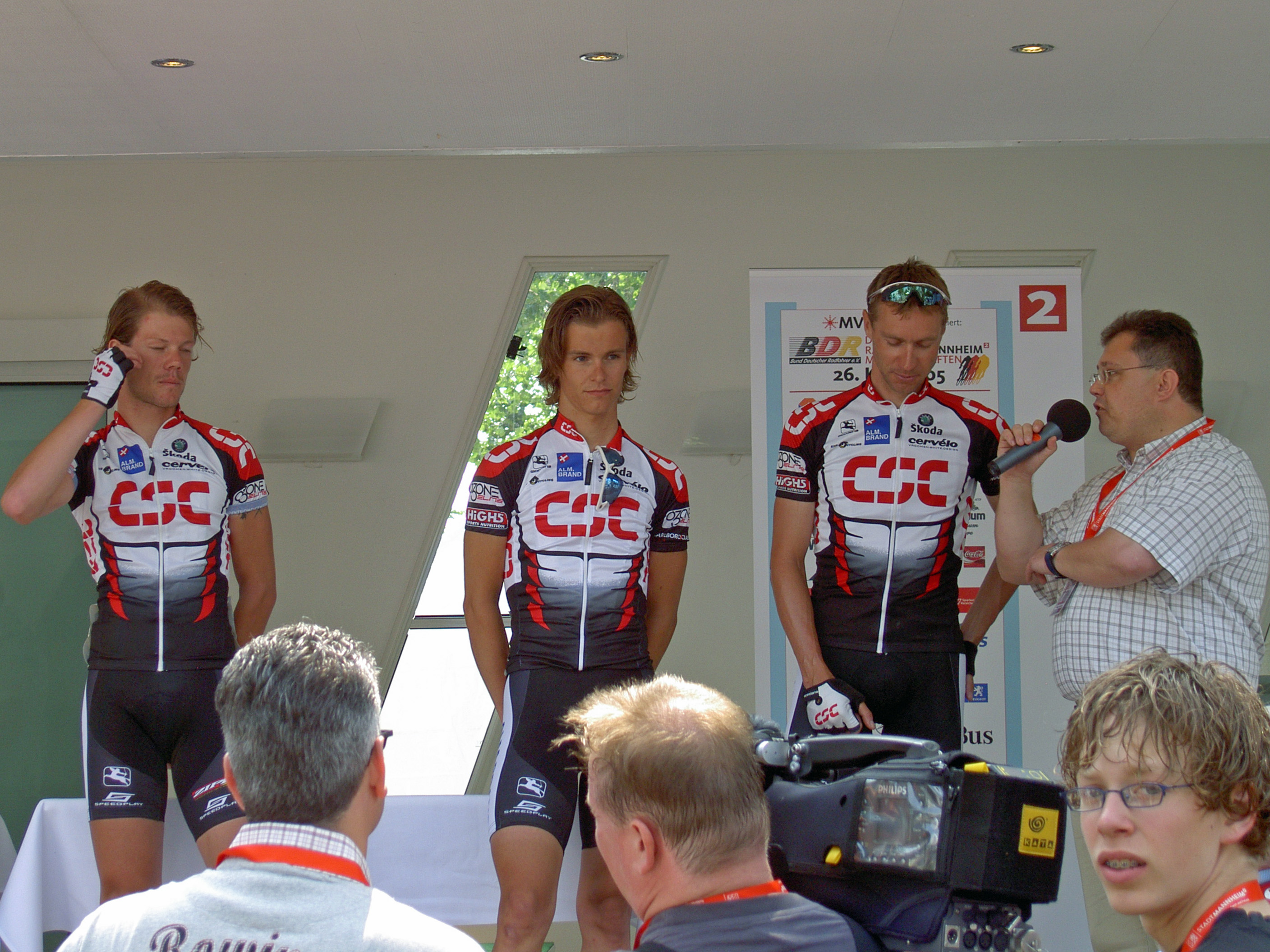
Крістіан Мюллер (ліворуч), Лінус Гердеманн (посередині) та Єнс Фойгт на чемпіонаті Німеччини з гонок на час у 2005 році

Після міжсезоння, затьмареного фінансовими труднощами, що призвело до скорочення зарплати ряду гонщиків, весняний сезон 2005 року став найсильнішим для CSC, з перемогами Юліха та Єнса Фойгта. ПЗавдяки премозі у професійній багатоденній шосейній велогонці Париж-Ніцца Юліх став першим велогонщиком, який одягнув майку лідера в новому UCI ProTour. За цим послідували три перемоги на командному етапі Джиро д'Італія, одну здобув Девід Забріскі, а дві — Бассо.
У середині Тур де Франс 2005 року CSC продовжив спонсорство команди до 2008 року зі збільшеним фінасуванням, що дозволило Ріісу продовжити контракт з Бассо ще на три роки. Бассо посів друге місце в турі, а Забріскі переміг у пролозі. Юліч виграв Eneco Tour, а Карлос Састре став другим. Нікі Соренсен виграв етап Вуельти Іспанії. Команда CSC виграла ProTour 2005, а Юліх посів 8-е місце в рейтингу індивідуального гонщика року, найвищого гонщика в команді.
До 2009 року команда використовувала велосипеди Cervélo та компоненти Shimano. Домовленість із невеликим канадським виробником добре спрацювала на користь CSC, оскільки сильна сторона Cervélo — це швидкість, для яких CSC має відповідних фахівців

#### Сезон 2006 року
У 2006 році, за спонсорської підтримки протягом кількох років, основна увага була зосереджена на тому, щоб виграти всі три Гранд-тури, причому Іван Бассо їздив на Giro d'Italia та Tour de France, а Карлос Састре — на Vuelta a España. У 2005 році вони посіли друге місце в Турі та Вуельті, відповідно. У команді було кілька швидкісних гонщиків, у тому числі Забріскі, який виграв гонки на Джиро та Турі, Юліч, а також Фаб'ян Канчеллара. Серед інших були Йенс Фойгт і Стюарт О'Грейді з Австралії, єдиний спринтер в команді.
Першу перемогу сезону UCI ProTour 2006 року досяг Юліх у пролозі Париж–Ніцца. Весною частими стали травми у третини велогонщиків команди, особливо О'Грейді. Канчеллара виграв гонку на час Тіррено–Адріатіко, а потім Париж–Рубе. Через тиждень Франк Шлек виграв Амстел Голд Рейс.
Команда CSC здивувала, оголосивши, що Састре їздитиме на Джиро як помічник Бассо, що виступатиме на всіх трьох Гранд Турах. Переможець 2005 року Паоло Саволделлі був найсильнішим на перших етапах, а Ян Ульріх здобув несподівану перемогу в гонці на час, випередивши Бассо, але Бассо домінував, здобувши три перемоги на гірських фінішах і в командній гонці на час. Бассо переміг на 9 футів 18 дюймів.
30 червня 2006 року Тур де Франс оголосив, що Бассо не буде брати участі в Турі 2006 через очевидну участь у допінговому скандалі Operación Puerto. Састре став капітаном і був найсильнішим у фаворитній групі на останніх гірських етапах, але погана остання гонка на час перемістила його на четверте місце у загальному заліку. Команда здобула дві перемоги на етапі, найбільш вражаючою була перемога Франка Шлека на Альп д'Юез. Фойгт також виграв рівнинний етап після довгої перерви.
Восени результативною стала участь Бассо в Operación Puerto. Його контракт скасовано за взаємною згодою, а справу проти Бассо врешті-решт припинила Італійська федерація через відсутність доказів, але він не опротестував результати тесту ДНК, який міг би його остаточно виправдати. Бассо спочатку категорично заперечував свою причетність, а 7 травня 2007 року він визнав участь в Operación Puerto. Відтоді команда CSC розпочала амбітну антидопінгову програму разом із данським антидопінговим експертом Расмусом Дамсгаардом. Тим часом на змаганнях Фойгт домінував у Deutschland Tour, вигравши загальний залік і три етапи, включаючи гірський фініш і гонку на час. Састре посів четверте місце на Вуельті після старту серед лідерів, коли CSC виграла першу командну гонку на час. Це був п'ятий гранд-тур Састре поспіль.

#### Сезон 2007 року
Новий гонщик Хуан Хосе Хаедо дав команді хороший старт, вигравши ранні незначні гонки. Класичний сезон був успішним, оскільки О'Грейді виграв Париж–Рубе. Фойгту вдалося захистити перемогу на Турі Німеччини. CSC виграв командні змагання UCI ProTour третій рік поспіль.
Разом із Састре виступали спортсмени підготовлені йому для Вуельти, тоді як команда для Туру складалася із слабших гонщиків та спортсменами, які могли досягти кращих індивідуальних результатів. Це залишило Джиро без чіткого гонщика для генеральної класифікації. Замість цього була обрана молодіжна команда з надією, що Енді Шлек може виграти молодіжний конкурс. Він переміг у змаганнях серед молоді та став другим у загальному заліку.
Для Туру Канчеллара продовжив сильні виступи на Турі Швейцарії, вигравши два етапи та перебуваючи сім днів у жовтій майці. Але проблеми з допінговим скандалом збіглися зі змаганнями в гірській місцевості. Здані тести Олександром Винокуровим показали позитивний результат, а лідер Майкл Расмуссен був відкликаний його командою за «порушення внутрішнього кодексу». Састре фінішував четвертим.
На Вуельті Састре знову втратив час у гонках на час, особливо в першій, але піднявся на друге місце.
Через зв'язок команди з вживанням допінгових препаратів (Рііс визнав вживання допінгу, а Бассо був відсторонений до 2008 року), MAN Trucks відмовилася від спільного спонсорства в середині 2007 року.

### CSC–Saxo Bank: 2008
CSC оголосила, що вони не будуть продовжувати контракт навесні 2008 року, тобто Riis Cycling A/S потребуватиме нового головного спонсора з 2009 року. У середині червня компанія Riis Cycling A/S оголосила, що Saxo Bank уклав трирічний контракт як іменний спонсор, який набуває чинності негайно, тому команда взяла участь у Тур де Франс 2008 під назвою Team CSC Saxo Bank. Карлос Састре, отримавши перевагу приблизно на дві хвилини на останньому сходженні Альп Д'Юез, виграв Тур, і команда перемогла в командному заліку.

### Команда Saxo Bank: 2009—2010

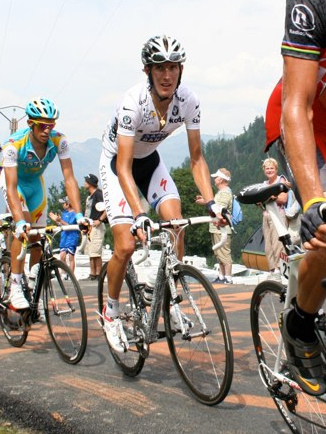
Виступ Енді Шлека в команді Saxo Bank під час Тур де Франс 2010 року.

28 вересня 2008 року оголосили, що в 2009 році IT Factory стане співспонсором. Однак приблизно через два місяці у компанії ввели тимчасову адміністрацію. Команда також почала використовувати велосипеди Specialized у сезоні 2009 року.

### Saxo Bank–SunGard: 2011
Хоча Saxo Bank раніше оголосив, що 2010 рік стане останнім роком, коли вони спонсоруватимуть команду разом із SunGard як другм спонсором. Назва команди 2011 року була оголошена в серпні 2010 року як Team Saxo Bank–SunGard, а також було відомо про підписання дворічного контракту з дворазовим чемпіоном Тур де Франс Альберто Контадором. 29 липня 2010 року Енді Шлек і його брат Франк оголосили про свій відхід з команди на початку сезону 2011 року.
16 листопада 2011 року оголошено, що SunGard більше не буде титульним спонсором після 2011 року.

### Saxo–Tinkoff & Tinkoff–Saxo: 2012

#### 2012 рік
25 червня 2012 року оголосили, що російський Тинькофф Банк приєднається до команди як співспонсор у сезоні 2012 року та до кінця 2013 року. Saxo Bank також продовжив спонсорство до 2013 року, і команда одержала назву Team Saxo Bank-Тінькофф Банк.
Альберто Контадор повернувся після допінг-дискваліфікації та виграв загальну класифікацію Вуельта Іспанії 2012 року. Це стало першою загальною перемогою в Гранд-турі після перемоги Енді Шлека на Тур де Франс 2010 року.

#### 2013 рік
Після сезону 2013 року Олег Тиньков придбав команду у менеджера Б'ярне Рііса, а команда була перейменована на Тинькофф-Саксо.

#### 2014 рік
У березні команда оголосила про підписання 2-річного контракту з колумбійським гонщиком Едвардом Бельтраном. Спортсмен перейшов з дочірньої аматорської команди Tinkoff-Saxo, Nankang–Fondriest,

#### 2015 рік

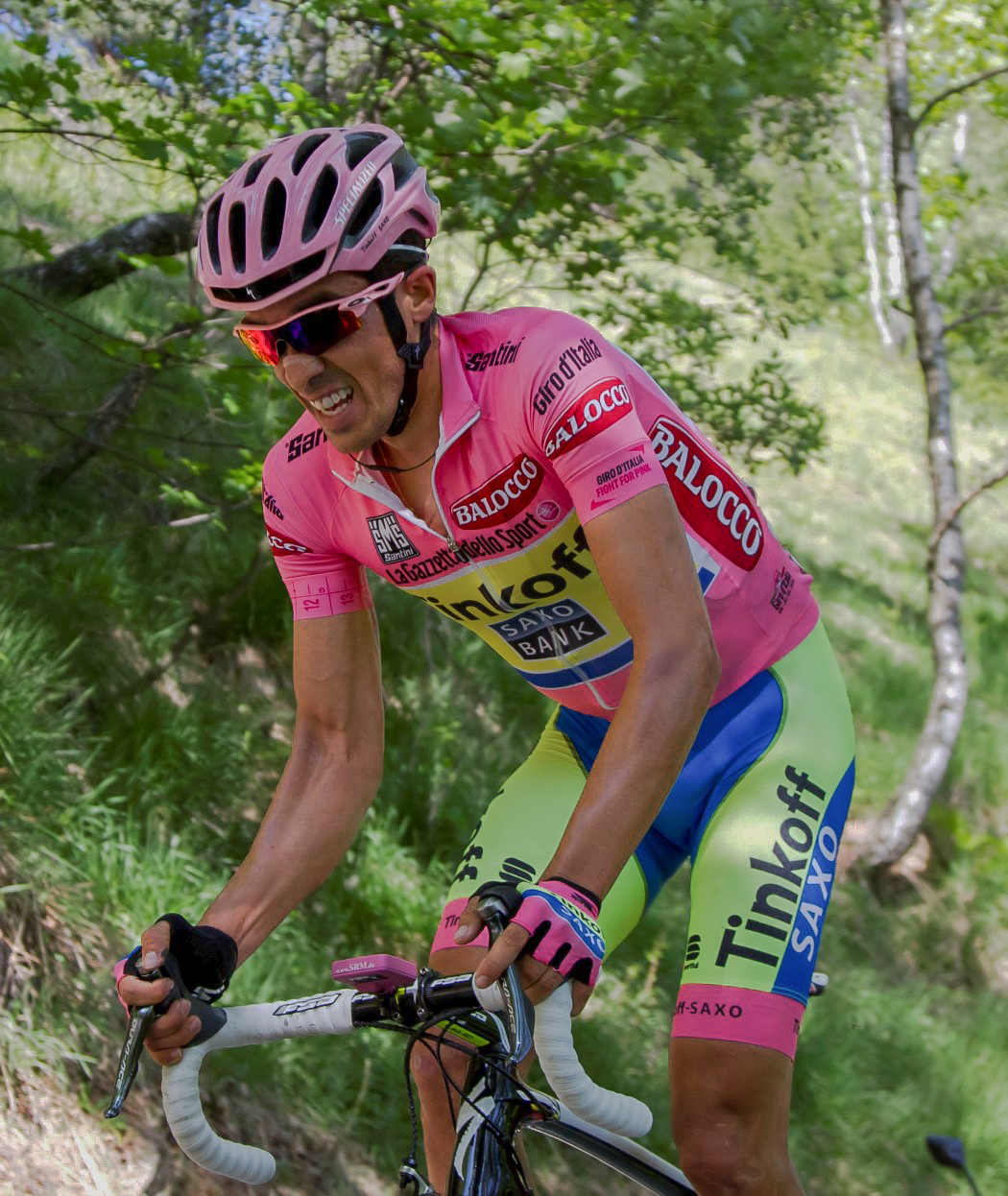
Альберто Контадор виграв Джиро д'Італія 2015 у складі команди.

На сезон 2015 року команда оголосила про підписання трирічного контракту з Пітером Саганом, а також Павлом Бруттом, Іваном Бассо та Робертом Кішерловськи.
У березні 2015 року команда підтвердила, що з Ріісом розірвали контракт через розбіжності між ним та власником команди Тиньковим. Спочатку ЗМІ повідомляли, що Рііса було відсторонено, оскільки він не з'явився на матчі Мілан–Сан-Ремо 2015, як планувалося, і що це сталося через невтішний початок сезону для команди. Пізніше того ж місяця було оголошено, що контракт Рііса було розірвано за згодою обох сторін. Згодом команда оприлюднила свою нову структуру управління, коли колишні обов'язки Рііса виконували новий генеральний менеджер Стефано Фелтрін та Стівен де Йонг, якого підвищили до ролі головного спортивного директора.
В інтерв'ю в грудні 2015 року Тиньков оголосив, що продасть команду наприкінці сезону 2016 року, пославшись, з одного боку, на бізнес-рішення перенаправити маркетинговий бюджет Тинькофф Банку зі спортивного спонсорства на телевізійну рекламу з 2017 року, а з іншого — відсутність підтримки з боку інших команд щодо запропонованих ним реформ бізнес-моделі спорту.

#### 2016 рік
У лютому 2016 року Тиньков заявив, що, хоча він «радий поговорити з будь-яким покупцем», він очікує, що найбільш імовірним результатом для команди буде її розпуск наприкінці року. Однак у липні 2016 року він заявив, що планує повернутися до спорту після «кількох сезонів перерви», коли Кріс Фрум завершить змагання, намагаючись виграти Тур де Франс.

## Остаточний склад (2016)
станом на 26 березня 2016 року
|                           | Велогонщик                | Дата народження              |
| ------------------------- | ------------------------- | ---------------------------- |
| Давіде Баллеріні (ITA)    | Давіде Баллеріні (ITA)    | 21 вересня 1994 (у віці 21)  |
| Ерік Башка (SVK)          | Ерік Башка (SVK)          | 12 січня 1994 (у віці 22)    |
| Даніеле Беннаті (ITA)     | Даніеле Беннаті (ITA)     | 24 вересня 1980 (у віці 35)  |
| Адам Блайт (GBR)          | Адам Блайт (GBR)          | 1 жовтня 1989 (у віці 26)    |
| Мануеле Боаро (ITA)       | Мануеле Боаро (ITA)       | 12 березня 1987 (у віці 29)  |
| Мацей Боднар (POL)        | Мацей Боднар (POL)        | 7 березня 1985 (у віці 31)   |
| Павло Брутт (RUS)         | Павло Брутт (RUS)         | 29 січня 1982 (у віці 34)    |
| Альберто Контадор (ESP)   | Альберто Контадор (ESP)   | 6 грудня 1982 (у віці 33)    |
| Лоренцо Фортунато (ITA)   | Лоренцо Фортунато (ITA)   | 9 травня 1996 (у віці 19)    |
| Оскар Гатто (ITA)         | Оскар Гатто (ITA)         | 1 січня 1985 (у віці 31)     |
| Міхаель Гогль (AUT)       | Міхаель Гогль (AUT)       | 4 листопада 1993 (у віці 22) |
| Єспер Гансен (DEN)        | Єспер Гансен (DEN)        | 23 жовтня 1990 (у віці 25)   |
| Єзус Ернандес (ESP)       | Єзус Ернандес (ESP)       | 28 вересня 1981 (у віці 34)  |
| Роберт Кишерловськи (CRO) | Роберт Кишерловськи (CRO) | 9 серпня 1986 (у віці 29)    |
| Мішель Коларж (SVK)       | Мішель Коларж (SVK)       | 21 грудня 1992 (у віці 23)   |

|                         | Велогонщик              | Дата народження             |
| ----------------------- | ----------------------- | --------------------------- |
| Роман Кройцигер (CZE)   | Роман Кройцигер (CZE)   | 6 травня 1986 (у віці 29)   |
| Рафал Майка (POL)       | Рафал Майка (POL)       | 12 вересня 1989 (у віці 26) |
| Джей Маккарті (AUS)     | Джей Маккарті (AUS)     | 8 вересня 1992 (у віці 23)  |
| Андреа Монтаньолі (ITA) | Андреа Монтаньолі (ITA) | 27 липня 1995 (у віці 20)   |
| Серджо Пауліньо (POR)   | Серджо Пауліньо (POR)   | 26 березня 1980 (у віці 36) |
| Євгеній Петров (RUS)    | Євгеній Петров (RUS)    | 25 травня 1978 (у віці 37)  |
| Павел Полянський (POL)  | Павел Полянський (POL)  | 6 травня 1990 (у віці 25)   |
| Майкл Роджерс (AUS)     | Майкл Роджерс (AUS)     | 20 грудня 1979 (у віці 36)  |
| Іван Ровний (RUS)       | Іван Ровний (RUS)       | 30 вересня 1987 (у віці 28) |
| Юрай Саган (SVK)        | Юрай Саган (SVK)        | 23 грудня 1988 (у віці 27)  |
| Пітер Саган (SVK)       | Пітер Саган (SVK)       | 26 січня 1990 (у віці 26)   |
| Маттео Тосатто (ITA)    | Маттео Тосатто (ITA)    | 14 травня 1974 (у віці 41)  |
| Юрій Трофимов (RUS)     | Юрій Трофимов (RUS)     | 26 січня 1984 (у віці 32)   |
| Микола Трусов (RUS)     | Микола Трусов (RUS)     | 2 July 1985 (у віці 30)     |
| Міхаель Вальгрен (DEN)  | Міхаель Вальгрен (DEN)  | 7 лютого 1992 (у віці 24)   |

1. ↑  Баллеріні приєднався до команди 1 серпня як «стажер» із Hopplà Petroli Firenze.
2. ↑  Фортунато приєднався до команди 1 серпня як «стажер» з Hopplà Petroli Firenze.
3. ↑  Montagnoli joined the team on 1 серпня as a stagiaire, from Hopplà Petroli Firenze.
4. ↑  Rogers retired from cycling on April 25.

## Статистика перемог
Команді належать 6 перемог на Гранд Тур, 13 перемог у Класичні велогонки і 13 перемог на шосейних велобагатоденках.
| Гранд-тури - Тур де Франс - Команда безперервно брала участь у Тур де Франс протягом 16 років (2000—2015) - 24 перемоги на етапах: - 2 в 2001: Лоран Жалабер - 3 в 2003: Тайлер Хемілтон, Карлос Састре, Якоб Пііл - 1 в 2004: Іван Бассо - 1 в 2005: Девід Забріскі - 2 в 2006 : Френк Шлек, Єнс Фогт - 2 в 2007 : Фабіан Канчеллара - 2 в 2008 : Карлос Састре, Курт Асле Арвесен - 3 в 2009 : Фабіан Канчеллара, Ніккі Серенсен, Френк Шлек - 4 в 2010 : Фабіан Канчеллара (2), Енді Шлек (2) - 3 в 2014 : Рафал Майка (2), Майкл Роджерс - 1 в 2015 : Рафал Майка - 2 перемоги в генеральній класифікації - 2008 : Карлос Састре - 2010 : Енді Шлек (після позбавлення титулу Альберта Контадора) - 5 подіумів - 13 перемог у класифікаціях - Загальний залік (2003, 2008 та 2013) - Гірський залік : Лоран Жалабер (2001 та 2002), Рафал Майка (2014) - Найкращий молодий гонщик : Енді Шлек: (2008, 2009 та 2010) - Приз найагресивнішому гонщику : Лоран Жалабер (2001, 2002) і Кріс Анкер Серенсен (2012) - Найкращий спринтер : Пітер Саган (2015) - Джиро д'Італія - 12 гонок (2002, 2005—2015) - 14 перемог на етапах: - 1 в 2002 : Тайлер Гемілтон - 3 в 2005 : Іван Бассо (2), Девід Забріскі - 4 в 2006 : Іван Бассо (3), командна гонка з роздільним стартом - 1 в 2007 : Курт Асле Арвесен - 1 в 2008 : Йенс Фогт - 2 в 2010 : Кріс Анкер Серенсен, Ґустав Ларссон - 2 в 2014 : Майкл Роджерс - 2 перемоги в генеральній класифікації - 2006 : Іван Бассо - 2015 : Альберто Контадор - 2 подіуми - 2 перемоги у класифікаціях - Найкращий молодий гонщик : Енді Шлек (2007) та Річі Порт (2010) | - Вуельта Іспанії - Команда бере участь 12 років поспіль (2004—2015) - 11 перемог на етапах - 1 в 2005 : Ніккі Серенсен - 1 в 2006 : командна гонка з роздільним стартом - 1 в 2008 : Метті Бресчел - 2 в 2009 : Фаб'ян Канчеллара - 1 в 2011 : Хуан Хосе Аедо - 1 в 2012 : Альберто Контадор - 2 в 2013 : Ніколас Роч та Міхаель Меркев - 2 в 2014 : Альберто Контадор - 1 в 2015 : Пітер Саган - 2 перемоги в генеральній класифікації - 2012 : Альберто Контадор - 2014 : Альберто Контадор - 3 подіуми Класичні велогонки - Класика Сан-Себастьяна: 2001 і 2002 (Лоран Жалабер) - Париж - Тур : 2002 (Якоб Піл) - Льєж — Бастонь — Льєж: 2003 (Тайлер Хемілтон) і 2009 (Енді Шлек) - Амстел Голд Рейс : 2006 (Френк Шлек), 2013 (Роман Кройцигер) - Париж — Рубе: 2006 (Фаб'ян Канчеллара), 2007 (Стюарт О'Грейді) та 2010 (Фаб'ян Канчеллара) - Мілан - Сан-Ремо : 2008 (Фаб'ян Канчеллара) - Тур Фландрії : 2010 (Фаб'ян Канчеллара), 2011 (Нік Нуєнс, 2016 (Пітер Саган) Шосейні велобагатоденки - Париж — Ніцца: 2004 (Йорг Якше) та 2005 (Боббі Джуліч) - Тіррено — Адріатико : 2008 (Фаб'ян Канчеллара) та 2014 (Альберто Контадор) - Тур Швейцарії : 2009 (Фаб'ян Канчеллара) та 2010 (Френк Шлек) - Тур Романдії: 2003 (Тайлер Гемілтон) - Тур Німеччини : 2006 et 2007 (Єнс Фогт) - Енеко Тур : 2005 (Боббі Джуліч) - Тур Польщі : 2008 (Єнс Фогт) та 2014 (Рафал Майка) - Тур Країни Басків : 2008, 2009, 2014, 2016 (Альберто Контадор) |

## Персонал

### Спортивні директори
| Ім'я            | Рік народження | Національність | Попередня посада             | Рік початку роботи |
| --------------- | -------------- | -------------- | ---------------------------- | ------------------ |
| Фабріціо Гвіді  | 1972 рік       | Італія         | Шосейні велогонки            | 2011 рік           |
| Трістан Гоффман | 1970 рік       | Нідерланди     | Райдер команди CSC Saxo Bank | 2011 рік           |